# Rodrigues Neto
José Rodrigues Neto (ur. 6 grudnia 1949 w Galiléia, zm. 29 kwietnia 2019 w Rio de Janeiro) – brazylijski piłkarz, uczestnik mistrzostw świata w Piłce Nożnej 1978 (III miejsce).
W swojej karierze (1965–1984) grał dla klubów: Vitória, CR Flamengo, Fluminense FC, Botafogo, SC Internacional, São Cristóvão, Ferro Carril Oeste i Boca Juniors.